# Chris Avram
Pour les articles homonymes, voir Avram.
Chris Avram, né le 28 août 1931 à Bucarest (Roumanie) et mort le 10 janvier 1989 à Rome (Italie), était un acteur roumain. Crédité sous différents pseudonymes, notamment Cristea ou Christea Avram en France.

## Biographie
- Témoignage de Marina Vlady[1] : « Acteur roumain, Cristea Avram[2], plus connu pour ses bonnes fortunes auprès des actrices d’un certain âge qui avaient la haute main sur les théâtres de Bucarest que pour ses propres créations artistiques. Mais il était réellement beau, séducteur né, secrètement ambitieux, prêt à tout pour quitter cette Roumanie qui commençait à se refermer après une assez brève période d’éclaircie. »

## Filmographie sélective
- 1967 : Mona, l'étoile sans nom d’Henri Colpi : Grig, l’amant
- 1968 : Manon 70 de Jean Aurel : l’amant de Manon
- 1969 : Le Temps de vivre de Bernard Paul : le professeur Castro
- 1971 : L’Amour dans la peau (Il sole nella pelle) de Giorgio Stegani : le père
- 1971 : Variétés de Juan Antonio Bardem : Arturo Robles
- 1971 : La Baie sanglante (Reazione a catena) de Mario Bava : Frank Ventura
- 1972 : Viva Django (W Django!) d'Edoardo Mulargia : Capitaine Gomez
- 1972 : Il était une fois à El Paso (I senza Dio) de Roberto Bianchi Montero : Sam, le tueur à gages du Minnesota
- 1972 : La Peur au ventre (Rivelazioni di un maniaco sessuale al capo della squadra mobile) de Roberto Bianchi Montero : professeur Casali
- 1973 : Fuori uno sotto un altro, arriva il Passatore de Giuliano Carnimeo
- 1973 : Rue de la violence (Milano trema - la polizia vuole giustizia) de Sergio Martino : Del Buono, l’adjoint du commissaire
- 1973 : Number One de Gianni Buffardi
- 1974 : L'Assassin a réservé 9 fauteuils (L'assassino ha riservato nove poltrone) de Giuseppe Bennati : Patrick Davenant
- 1974 : L'Exorcisation (L'ossessa) de Mario Gariazzo : Mario
- 1976 : Emanuelle nera - Orient Reportage : Thomas Quizet
- 1977 : Adios California (California) de Michele Lupo : Nelson
- 1977 : Antigang (La malavita attacca... la polizia risponde!) de Mario Caiano
- 1981 : StarCrash 2 : Les Évadés de la galaxie III : Ceylon
- 1982 : Sogni mostruosamente proibiti : Fonseca